# Петропавловский собор (Клинцы)
Петропа́вловский собо́р — православный храм в городе Клинцы Брянской области, кафедральный собор Клинцовской епархии Русской православной церкви.

## История
До постройки Петропавловского храма в Клинцах, населённых преимущественно старообрядцами, не было храма, принадлежащего к государственной («синодальной») церкви. По этой причине будущий храм мыслился как оплот православной церкви в среде старообрядцев. Строительство православных храмов на землях, считающихся по культуре старообрядческими, для Николая I и графа Петра Клейнмихеля, курировавшего важные строительные проекты, были частью внутренней политики. О важности строительства свидетельствует и то, что к проектированию храма была привлечена мастерская столичного архитектора Константина Тона.
Место для постройки храма было выбрано на частной территории по улице позднее получившей название Петропавловской. Строительство началось в 1835 году. Главные деятели по сооружению единоверческой церкви стали почётный гражданин Пётр Семёнов Исаев и мещанин Ерофей Яковлев Разумеев, позднее вскрылся обман жителей посада и строительство церкви местными жителями прекратилось. Позже на достройку церкви кроме того было выдано пособие 2500 рублей от Святейшего Синода. К 1847 году были возведены стены храма. 3 февраля 1849 года состоялось освящение храма.
В 1853 году при храме была открыта церковно-приходская школа.
В 1855 году, старанием церковного старосты Пожуева и местнаго причта, церковь расширена крестообразно, украшена благолепными иконостасами и обнесена каменною оградою, приобретены колокола общим весом 148 пудов.
В 1882 году при входе, справа от ворот, построили часовню в память гибели императора Александра II, освящённую в часть его небесного покровителя, благоверного князя Александра Невского.
В 1898—1899 годы проект Тона был нарушен — церковь расширена пристройкою новых стен с трёх сторон и в ней устроено два новых престола и передвинут на новое место главный престол, который был увеличен в длину и ширину на 44 аршина. Главный престол во имя первоверховных апостолов Петра и Павла освящен 8 июля 1898 года, левый престол освящён 20 июля 1898 года в честь святителя Николая Чудотворца, правый 16 августа 1900 года — в честь святителя Феодосия Черниговского.
В 1922 году в ходе кампании по изъятию церковных ценностей из церкви коммунистами были изъяты драгоценные серебряные оклады с икон.
Приходы Клинцовского благочиния в 1920-е, 1930-е годы захватили обновленцы. Приблизительно с 1926 по 1936 в храме размещалась кафедра обновленческого епископа Клинцовского и Стародубского Гавриила Свидерского. В 1929 году в ходе нового витка гонений на Церковь был поднят налог за аренду церковной земли, что резко ударило по бюджету общины.
Петро-Павловский храм был закрыт в 1930 году. Старожилы рассказывают, что клинчане оказывали активное сопротивление закрытию прихода, поэтому осуществить задуманное советским властям удалось только с привлечением милиции. Как архитектурный антагонист сооружению церкви к 1930 году поодаль храма появилось самое крупное на то время в городе здание — Дом Советов. С закрытой церкви были сняты купола и кресты. Был сломан шпиль, сбиты широкие резные фронтоны-кокошники. Летом 1937 года в здании Петропавловской церкви начал работу авиационный клуб.
С августа 1941 по сентябрь 1943 года Клинцы находились под немецкой оккупацией, в храме возобновились богослужения. После освобождения Клинцов Красной армией осенью 1943 года храм продолжал действовать.
В 1962 году, в разгар хрущёвских гонений на Церковь, советские власти вновь закрыли Клинцовский храм. Весной 1964 года были сняты купола. Украшавшие храм фрески были уничтожены. По указанию Брянского облкоммунхоза внутренняя часть храма была перекроена. Были полностью утрачены алтарные перегородки всех трёх приделов, а единое храмовое пространство разделено. Тогда же была ликвидирована длинная аллея, связывавшая храм с центральной улицей города. В храме был устроен дом спорта.
19 декабря 1988 года городской совет народных депутатов вынес решение о возвращении храма Русской православной церкви. Храм восстанавливался по проекту архитектора В. Н. Городкова, при этом первоначальный облик храму не вернули. Внутри храма положили мраморные полы. Роспись внутренних стен храма начала бригада клинцовских художников под руководством местного художника Александра Цирика. В храме установлены новые резные иконостасы. В 1993 году в нём начались регулярные богослужения. В июне 1994 года архиепископ Мелхиседек (Лебедев) совершил освящение храма.
Правый предел святителя Феодосия Черниговского был освящён 12 сентября 1999 года епископом Брянским Мелхиседеком, а главный престол — 18 октября 2002 года епископом Брянским Феофилактом (Моисеевым). Левый придел святителя Николая освящён в 2017 году епископом Клинцовским и Трубчевским Владимиром.
После образования 29 мая 2013 года Клинцовской епархии храм становится кафедральным собором новообразованной епархии.

## Архитектура
Петропавловский собор отличается внушительными размерами, монументальностью форм при декоративной насыщенности фасадного убранства.
В пространственно-планировочной композиции выделяется высотой основной крещатый объём с массивным полукружием апсиды и широкими боковыми рукавами. Над пересечением объёмов возвышался купол с главой. Общее построение дополнено пониженными угловыми частями между рукавами креста: жертвенником и дьяконником по сторонам алтарной апсиды и боковыми приделами в объёме трапезной. Вертикальной доминантой здания является примыкающий с запада четырёхгранная колокольня с завершающим ярусом звона и массивным входным притвором.
Обильный и несколько тяжеловесный наружный декор стилизован под древнерусское зодчество: сдвоенные полуколонны входа с кубоватыми капителями и базами, угловые лопатки и фризы с квадратными ширинками, поребрик и аркатура, городчатые и зубчатые украшения карнизов, наличники окон с полуколонками по бокам и килевидными завершениями или более сложными очельями. Вершина пологого фронтона над полукруглой аркой проёма перебита квадратным подвышением с профилировкой по трём сторонам. Необычно обрамление круглых окон с килевидным заострением под звоном колокольни и вверху апсиды.

## Настоятели
- Павел Смельский (1860-е)
- Стефан Лапчинский (1893—1936)
- Боголеп (Анцух) (6 июня 1954 — 1 января 1959) игум.
- Андрей Жамойтин (нач. 1960-х — 1962) свящ.
- Андрей Жамойтин (1990 — 11 мая 1995) свящ.
- Василий Воликов (с 1995) прот.